# R-410A
R-410A, vendido sob as marcas registradas RLX 410, Puron, Genetron R410A, e AZ-20, é uma mistura azeotrópica de difluorometano (CH2F2, chamado R-32) e pentafluoroetano (CHF2CF3, chamado R-125), que é utilizada como um fluido refrigerante nas aplicações de ar condicionado.

## Pressão de trabalho
O que é dúvida de muitos, é a pressão de trabalho deste gás comparado ao gás refrigerante R-22.
Para manusear e acertar a pressão de trabalho, é necessário possuir um Manifold próprio para este gás, pois seria muito mais fácil, e logicamente seria a forma correta de trabalhar.
Ao utilizar o Manifold, muitas pessoas se orientam apenas pela escala em PSI do manifold. Isso não está errado, mas para quem já viu um, sabe que existem várias escalas em seu mostrador, uma para cada tipo de gás que ele foi feito para ser utilizado.
Seguindo a escala correta para cada gás: vamos pegar como exemplo o gás R-22, pois é mais comum e mais utilizado. Quando aprendemos a pressão correta, o mais comum é saber que a pressão de trabalho da "baixa" é 60 PSI, se olharmos para a escala relativa ao R-22 veremos que alinhado aproximadamente à 60 PSI temos o número "0",que corresponde á temperatura de evaporação dentro da tubulação da serpentina, que deve ser seguida por uma tabela de aplicação do gás em questão. Segundo esses passos, podemos utilizar qualquer manifold para qualquer gás, da forma correta.
Voltando ao R-410A, é a mesma coisa, segue-se a escala para ele, porém para quem não tem um manifold para R-410A, explico que este gás trabalha com a pressão 1,6 vezes à pressão do R-22, ou seja:
Lembrando que a faixa de trabalho em PSI do R-22 na "baixa"(linha de sucção) situa-se entre 55 e 80 psi,que na tabela de temperatura corresponde entre -1 e 8 graus Celsius,convencionou-se a usar a uma faixa mais estrita entre 60 e 65 como ideal. O gás R-410A trabalha com a mesma referencia de temperatura,porém as pressões são em torno de 72 até 104 psi.
A pressão ideal de trabalho varia de acordo com os equipamentos e aplicações a serem utilizadas,sendo que para ar condicionado ela se inicia entre 100 indo no máximo a 150 psi.
Atente-se também que a pressão de descarga(linha de líquido) deve ser levada em conta e que a mesma não deverá passar de 360 psi ou salvo outras orientação dos fabricantes,que constam nos manuais de instalação.
Uma boa maneira de se orientar é levar em consideração a temperatura de trabalho,ou seja,se a mesma for 10 graus leva-se o gás refrigerante a produzir essa temperatura.